# ری سن
ری سن (بنگالی: ঋ সেন؛ زادهٔ ۲۶ ژوئیهٔ ۱۹۷۸) یک هنرپیشه اهل هند است.
از فیلم‌ها یا برنامه‌های تلویزیونی که وی در آن نقش داشته‌است می‌توان به گاندو اشاره کرد.